# Uralosaurus
Uralosaurus is een geslacht van uitgestorven erythrosuchide archosauriformen, bekend uit de Donguz-formatie uit het Midden-Trias (Anisien) van zuidoostelijk Europees Rusland. Het bevat als enige soort Uralosaurus magnus. Het werd in 1980 door Vitalii Georgievich Ochev benoemd als een soort van Erythrosuchus, 'de grote', ook wel bekend uit het Trias van Afrika, en in 1995 door Andrey G. Sennikov opnieuw toegewezen aan zijn eigen geslacht waarvan de naam verwijst naar de Oeral.

## Ontdekking
Uralosaurus is bekend van het holotype PIN 2973/70, een linkerpterygoïde, en van de paratypen PIN 2973/71, een onderkaak, en ook PIN 2973/72 tot en met PIN 2973/79, tanden. Deze exemplaren werden verzameld in de plaats Karagachka (vindplaats 34 of PIN 2973), aan de overkant van de rivier de Karagatschka bij het dorp Karagachka, gelegen in een stroomgebied van de linkeroever van de rivier de Oeral, district Sol'Iletsk in de regio Orenburg, Zuid-Europees Rusland. Ze kwamen uit de lagere Donguz Gorizont van de Donguz-formatie, die dateert uit het Anisien. Ochev (1979) wees deze exemplaren toe aan een nieuwe soort van het geslacht Erythrosuchus, die hij Erythrosuchus magnus noemde, verwijzend naar de relatief grotere omvang van deze soort. Sennikov (1995) wees deze soort toe aan zijn eigen geslacht, waardoor de nieuwe combinatie Uralosaurus magnus ontstond. De geslachtsnaam verwijst naar de rivier de Oeral, het gebied waar exemplaren van Uralosaurus zijn gevonden.
Andere exemplaren die naar Uralosaurus werden verwezen, werden samengevat door Gower & Sennikov (2000). Vier presacrale wervels PIN 952/95 werden verzameld uit Donguz Gorizont, in Donguz I (plaats 36), vanaf de rechteroever van de Donguz-rivier, een kilometer stroomafwaarts van de nederzetting Perovsky, ook gelegen in een stroomgebied van de linkeroever van de rivier de Oeral. Onder andere de ruggenwervels PIN 2866/38 tot en met PIN 2866/40 (voorheen SGU 104/3857, SGU 104/3858) werden verzameld in Donguz Gorizont, in Koltaevo II uit de regio Orenburg of mogelijk in Koltayevo III (plaats 10) uit het Sakmara stroomgebied van Bashkortostan zoals werd gesuggereerd door Tverdokhlebov et alii (2003).